# L (letter)

Een aantal voorbeelden van de letter L

De letter L is de twaalfde letter in het moderne Latijnse alfabet. De letter L gaat terug op de Semitische letter Lamed die de fonetische klank /l/ weergaf, zoals ook de Griekse letter Lambda Λ (hoofdletter) of λ (kleine letter), en de Etruskische en Latijnse letters. De vorm van de letter baseerden de Semieten wellicht op een Egyptische hiëroglief die een haak of drijfstok uitbeeldde waarmee vee werd voortgedreven. Als Romeinse cijfer betekent de letter 50 (quinquaginta). Tevens staat de letter op de Luxemburgse kentekenplaat.
In het internationale spellingsalfabet wordt de L weergegeven met behulp van het woord Lima. 
In het Nederlands telefoonalfabet wordt de L weergegeven met behulp van het woord Lodewijk.
| S39 |

| S39 |